# 格氏獅子魚
格氏獅子魚，為輻鰭魚綱鮋形目杜父魚亞目獅子魚科的其中一種，分布於西北太平洋的白令海海域，棲息深度可達647公尺，為底棲性魚類，本魚頭部深褐色，背鰭淺灰色，胸鰭淺黃色，身體無斑點，體長可達8.4公分，生活在潮間帶，屬肉食性，生活習性不明。

## 擴展閱讀
維基物種上的相關：格氏獅子魚